# Serge Gainsbourg (Métro Paris)
Serge Gainsbourg [sɛʁʒ ɡɛ̃zbuʁ] ist der Name einer Tunnelstation der Linie 11 der Pariser Métro. Sie befindet sich in Les Lilas, Département Seine-Saint-Denis, wenige Kilometer östlich der Pariser Stadtgrenze. Die Station liegt unter dem Boulevard du Général-Leclerc-de-Hautecloque.
Jane Birkin, die ehemalige Lebensgefährtin von Serge Gainsbourg, gab die Zustimmung, die Station nach dem 1991 verstorbenen Sänger zu benennen. Die Stadt Les Lilas will ebenfalls eine Bronzestatue von Gainsbourg aufstellen, von welchem das Lied Le Poinçonneur des Lilas stammt.
Die Eröffnung der Station erfolgte am 13. Juni 2024. Sie ist Teil der Verlängerung um sechs Stationen von Mairie des Lilas bis Rosny-Bois-Perrier. Die Bauarbeiten begannen am 10. Dezember 2016.
Der Projektname für diese Station war Liberté.